# Pittosporum scythophyllum
Pittosporum scythophyllum är en tvåhjärtbladig växtart som beskrevs av Schlechter. Pittosporum scythophyllum ingår i släktet Pittosporum och familjen Pittosporaceae. Inga underarter finns listade.